# Hallstahammar (comuna)
Hallstahammar ( /pronúncia) é uma comuna sueca do condado da Västmanland. Sua capital é a cidade de Hallstahammar. Possui 170 quilômetros quadrados e segundo censo de 2018, havia 16 186 pessoas.